# Anousheh Ansari
Anousheh Ansari (Mashhad, 12 settembre 1966) è un'ingegnera, imprenditrice ed ex astronauta iraniana naturalizzata statunitense.
Nel 2006 ha partecipato alla missione spaziale della Sojuz TMA-9 come turista spaziale, diventando così la prima turista spaziale donna e la prima iraniana di nascita ad andare nello spazio.